# Aït Tizi
Aït Tizi è un comune dell'Algeria, situato nella provincia di Sétif.